# Diocese de Bauru
A Diocese de Bauru (Dioecesis Bauruensis) é uma divisão territorial da Igreja Católica no estado de São Paulo. Criada no dia 15 de fevereiro de 1964, mediante a Bula Christi Gregis, do papa Paulo VI, no contexto histórico do Concílio Vaticano II, que deu novos rumos à Igreja Católica.

## Histórico
A instalação definitiva se deu no dia 17 de maio de 1964, quando tomou posse seu primeiro bispo, D. Vicente Ângelo José Marchetti Zioni. Naquele momento, a diocese possuía 5.845 km², 12 municípios e 18 paróquias. Sua população somava 251.065 habitantes. A Arquidiocese de Botucatu cedeu as cidades de Agudos, Bauru, Boracéia, Cabrália Paulista, Duartina, Gália, Lucianópolis, Pederneiras e Piratininga, enquanto a Diocese de Lins cedeu Arealva, Avaí e Iacanga para a formação da nova diocese católica.
O segundo bispo diocesano, D. Cândido Padin, OSB governou de 2 de agosto de 1970 a 4 de setembro de 90, sucedido, por D. Aloysio José Leal Penna, SJ.
O terceiro bispo de Bauru, D. Aloysio José Leal Penna, SJ, iniciou seus trabalhos em 4 de setembro de 1990. Em junho do ano 2000, D. Aloysio deixa a Diocese de Bauru para assumir o governo da Arquidiocese de Botucatu. A partir de 29 de agosto de 2000, a administração da diocese ficou sob a responsabilidade de Padre Enedir Gonçalves Moreira, pároco da Paróquia Universitária do Sagrado Coração de Jesus e designado para a função de administrador diocesano, a partir da eleição realizada pelo Colégio de Consultores da Diocese.
Em 24 de outubro de 2001, o Papa João Paulo II nomeia D. Luiz Antônio Guedes como quarto bispo da Diocese de Bauru. Sua posse foi celebrada no dia 23 de dezembro de 2001. Em setembro de 2008, D. Luiz Antônio foi transferido para governar a Diocese de Campo Limpo. No período vacante a Diocese de Bauru foi administrada pelo padre Luiz Eduardo Monteiro Fontana, eleito pelo Colégio de Consultores.
No dia 31 de maio de 2009 D. Frei Caetano Ferrari, OFM tomou posse como quinto bispo da Diocese de Bauru, em cerimônia na Catedral do Divino Espírito Santo, durante a Festa de Pentecostes. Exerceu o seu ministério pastoral até 28 de março de 2018, quando a Santa Sé aceito seu pedido de renúncia e tornou-se bispo emérito. Na mesma nomeação foi investido como administrador apostólico até a posse de seu sucessor, D. Rubens Sevilha, OCD, anunciado como sexto bispo da diocese na mesma data de 28 de março de 2018.
No dia 20 de maio de 2018, nomeado pelo Papa Francisco, D. Rubens Sevilha, OCD tomou posse do governo da Diocese de Bauru, em cerimônia canônica na Catedral do Divino Espírito Santo, na Solenidade de Pentecostes, sendo esta precedida por cerimônia civil de acolhimento do novo bispo pelas autoridades de algumas cidades pertencentes a esta Igreja Particular do Divino Espírito Santo em Bauru.

## Divisão territorial
A Diocese de Bauru abrange 14 municípios: Agudos, Arealva, Avaí, Bauru, Boracéia, Cabrália Paulista, Duartina, Fernão, Gália, Iacanga, Lucianópolis, Paulistânia, Pederneiras e Piratininga.
Possui 42 paróquias, divididas em sete Regiões Pastorais, e sua população é de aproximadamente 540 mil pessoas (IBGE: 2021).

## Bispos
Bispos locais:
| #               | Nome                                | Período    | Notas                         |        |
| Bispos          | Bispos                              | Bispos     | Bispos                        | Bispos |
| --------------- | ----------------------------------- | ---------- | ----------------------------- | ------ |
| 6º              | Rubens Sevilha, O.C.D.              | 2018–atual |                               |        |
| 5º              | Caetano Ferrari, O.F.M.             | 2009–2018  | Bispo Emérito                 |        |
| 4º              | Luís Antônio Guedes                 | 2001–2008  | Nomeado Bispo de Campo Limpo  |        |
| 3º              | Aloysio José Leal Penna, S.J.       | 1990–2000  | Nomeado Arcebispo de Botucatu |        |
| 2º              | Cândido Padin, O.S.B.               | 1970–1990  | Bispo Emérito                 |        |
| 1°              | Vicente Ângelo José Marchetti Zioni | 1964–1968  | Nomeado Arcebispo de Botucatu |        |
| Bispo-coadjutor |                                     |            |                               |        |
|                 | Aloysio José Leal Penna, S.J.       | 1987–1990  |                               |        |